# Sharqencyrtus
Sharqencyrtus is een geslacht van vliesvleugeligen uit de familie Encyrtidae. De wetenschappelijke naam van dit geslacht is voor het eerst geldig gepubliceerd in 2011 door Hayat & Kazmi.

## Soorten
Het geslacht Sharqencyrtus is monotypisch en omvat slechts de volgende soort:
- Sharqencyrtus hulbi Hayat & Kazmi, 2011